# Toby Smith
Pour les articles homonymes, voir Smith.

a Compétitions nationales et continentales officielles uniquement.

b Matchs officiels uniquement.
Dernière mise à jour le 27 juillet 2021.
Toby Smith, né le 10 octobre 1988 à Kirwan (Australie), est un joueur de rugby à XV international australien d'origine néo-zélandaise évoluant au poste de pilier. Il mesure 1,90 m pour 116 kg.

## Carrière

### En club
Toby Smith commence sa carrière professionnelle en 2008 avec la province néo-zélandaise de Waikato en NPC, avec qui il évoluera jusqu'en 2013.
Il fait ses débuts en Super Rugby en 2010  avec les franchises des Chiefs. Avec cette équipe, il remporte le Super Rugby à deux reprises en 2012 et 2013.
En 2014, il rejoint son pays de naissance et les Melbourne Rebels afin de pouvoir être sélectionnable avec les Wallabies
Il joue également en National Rugby Championship avec l'équipe des Melbourne Rising à partir de 2014.
Pour la saison 2018 de Super Rugby, il retourne jouer en Nouvelle-Zélande avec la franchise des Hurricanes. Il joue deux saisons avec la franchise, ainsi qu'une saison avec son ancienne province de Waikato, avant d'être contraint d'arrêter sa carrière en novembre 2019, à la suite de nombreuses commotions cérébrales.

### En équipe nationale
Toby Smith a joué avec l'équipe de Nouvelle-Zélande des moins de 20 ans, et il remporte le championnat du monde junior cette année-là.
L'Australie étant son pays de naissance, il a été appelé à jouer pour la première fois avec les Wallabies en juin 2015 par le sélectionneur Michael Cheika,.
Il obtient sa première cape internationale avec l'équipe d'Australie le 5 septembre 2015 à l’occasion d’un match contre l'équipe des États-Unis à Chicago.
Il fait partie du groupe australien sélectionné pour participer à la Coupe du monde 2015 en Angleterre. Il joue deux matchs de la compétition contre l'Uruguay et l'Argentine.

## Biographie
Après l'arrêt de sa carrière de joueur, il obtient en 2020 son diplôme de policier, et exerce ce métier dans la région de Waikato.

## Palmarès

### En club
- Vainqueur du Super Rugby en 2012 et 2013 avec les Chiefs.

## Statistiques
Toby Smith compte six capes en équipe d'Australie, dont une en tant que titulaire, depuis ses débuts le 5 septembre 2015 contre l'équipe des États-Unis à Chicago. Il n'a inscrit aucun point.